# 広島県道211号須波停車場線
広島県道211号須波停車場線（ひろしまけんどう211ごう すなみていしゃじょうせん）は、広島県三原市を通る一般県道である。

## 概要
JR西日本呉線 須波駅から国道185号交点を結ぶ。

### 路線データ
- 起点：三原市須波1丁目（JR西日本呉線 須波駅前）
- 終点：三原市須波1丁目（国道185号交点）
- 総延長：100 m

## 地理

### 通過する自治体
- 三原市

### 交差する道路
| 交差する道路 | 交差する場所 | 交差する場所 |
| ------------ | ------------ | ------------ |
| 国道185号    | 須波1丁目    | 終点         |

### 沿線
- JR西日本呉線 須波駅